# Sandviken (commune de Södertälje)
Pour les articles homonymes, voir Sandviken (homonymie).
Sandviken est une localité de Suède dans la commune de Södertälje située dans le comté de Stockholm.
Sa population était de 425 habitants en 2019.